# Daviesia croniniana
Daviesia croniniana är en ärtväxtart som beskrevs av Ferdinand von Mueller. Daviesia croniniana ingår i släktet Daviesia, och familjen ärtväxter. IUCN kategoriserar arten globalt som livskraftig. Inga underarter finns listade i Catalogue of Life.